# Progression/Regression
Progression/Regression è un album studio del gruppo Wolfbrigade.

## Tracce
1. This Is Life – 2:27
2. EU (European Union) – 1:49
3. My Escape – 3:04
4. Chemical Straight Jacket – 1:54
5. Gasping for a Breath – 2:10
6. The Life Cycle Will Turn I – 0:39
7. The Life Cycle Will Turn II – 1:05
8. Archetype of Society – 1:12
9. Feelings You Don't Want to Feel – 2:13
10. Crucify – 2:56
11. Välfärds Land – 2:48
12. Makes Me Choke – 3:04
13. Ugly Stains – 2:39
14. Mind Unleashed – 1:47
15. Media Sight – 2:27